# スティームパケット
スティームパケット（Steampacket、Steam Packetと表記されることもある）は、1965年にロング・ジョン・ボルドリーとロッド・スチュワート、ジュリー・ドリスコール、オルガン奏者のブライアン・オーガーによって結成されたブリティッシュ・ブルース・バンドである。

## 略歴
単独グループではない音楽的なレビューでは、スティームパケットは、1965年にそれまで在籍したグループのフーチー・クーチー・メン (Hoochie Coochie Men)が解散した後に、ロング・ジョン・ボルドリーによって結成された。バンドには、フーチー・クーチー・メンでボルドリーと一緒に在籍していたロッド・スチュワート、ボーカリストのジュリー・ドリスコール、オルガン奏者のブライアン・オーガー、ギタリストのヴィック・ブリッグスが含まれていた。彼らは過去にローリング・ストーンズやヤードバーズと関係していたジョルジオ・ゴメルスキーによってマネージメントされていた。
スティームパケットは、全国のさまざまなクラブ、劇場、学生組合で演奏し、その中には、1965年のイギリス・ツアーにおけるローリング・ストーンズのサポートも含まれていた。ただ、契約上の困難があったため、スタジオやライブでアルバムを正式に録音することはなかった。マーキー・クラブでのリハーサルを録音したデモテープの各曲は、後にスチュワートの成功を活かすために『First of the Supergroups: Early Days and The First Supergroup: Steampacket Featuring Rod Stewart』という欺瞞的なタイトルでリリースされた。

## その後の動向
スチュワートは1966年初頭にバンドを脱退し、数ヶ月後にロング・ジョン・ボルドリーが続き、それからすぐグループは解散した。その後、ロング・ジョン・ボルドリーは、キーボードで当時はまだ無名だったエルトン・ジョンを含むブルーソロジーに参加、さらにソロ・キャリアを追求し、1967年に「Let the Heartaches Begin」により全英シングルチャートでナンバー1ヒットを記録している。ジュリー・ドリスコール、ブライアン・オーガー、ヴィック・ブリッグスはザ・トリニティーを結成し、ブリッグスは1966年後半になってエリック・バードン・アンド・ジ・アニマルズに参加するため脱退した。ジュリー・ドリスコールとブライアン・オーガーのザ・トリニティーは、1968年に「火の車 (This Wheel's on Fire)」がヒットした。ロッド・スチュワートはその後もジェフ・ベック・グループ、フェイセズ、そしてソロ・アーティストとして歌い続けた。ちなみにフリートウッド・マックのピーター・グリーンとミック・フリートウッドがスティームパケットで演奏したという都市伝説がある。実際のところ、スティームパケットは、ロッド・スチュワートの脱退を除くと、結成時から解散までずっと同じメンバーだった。グリーンとフリートウッドがロッド・スチュワートと一緒に演奏したグループはショットガン・エクスプレスである。

## ラインナップ
- ロング・ジョン・ボルドリー (Long John Baldry) - ボーカル
- ロッド・スチュワート (Rod Stewart) - ボーカル
- ジュリー・ドリスコール (Julie Driscoll) - ボーカル
- ブライアン・オーガー (Brian Auger) - オルガン
- ヴィック・ブリッグス (Vic Briggs) - ギター
- リッキー・フェンソン (Richard Brown aka Ricky Fenson) - ベース
- ミッキー・ウォーラー (Micky Waller) - ドラム

## ディスコグラフィ

### アルバム
- 『ファースト・スーパー・グループ』 - Rock Generation Volume 6 - The Steampacket (Or The First "Supergroup") (1970年)
- The Steampacket Featuring Long John Baldry, Rod Stewart, Brian Auger & Julie Driscoll (1990年) ※1965年録音